# Chondromalacia patellae
Chondromalacia patellae (av grekiska chondros: brosk, malakia: mjukhet samt latin patella: flat skål) innebär inflammation i knäskålens baksida. Chondromalacia patellae förekommer hos ungdomar.